# Gladsaxe Teen Club
Gladsaxe Teen Club blev grundlagt i 1966 og afholdt i perioden 1966-1969 139 koncerter. Kommunalbestyrelsen i Gladsaxe Kommune havde nedsat et ungdomsudvalg, som i 1964 besluttede, at der skulle gives mulighed for at arrangere baller for de unge i kommunen. Herefter gik to konkurrerende klubber sammen og etablerede Gladsaxe Teen Club.
Ifølge polititilladelsen krævede det medlemskab at få adgang til arrangementerne. Medlemskortet kostede fire kroner og hertil kom en entre, som afhang af de medvirkende musikeres økonomiske krav. Frivillige fra de lokale ungdomsorganisationer medvirkede ved arrangementerne. Disse blev afholdt i festsalen på daværende Egegård Skole (nu Gladsaxe Skole). Der deltog op mod 1300 unge i arrangementerne, og successen betød, at klubben i 1966 kunne overgive 67.000 kr. til foreninger, der arbejdede for de unges interesser. Der var typisk tre bands, som optrådte på en spilleaften. Klubben havde op mod 6.000 medlemmer, da successen var størst. De fleste aftener spillede tre bands i ca. 45. minutter hver. Blandt de optrædende var Small Faces med Steve Marriott, (30. marts 1968), Pretty Things, (26. oktober 1968), Ten Years After med Alvin Lee, (8. februar 1969) og Deep Purple, (1. februar 1969). I 1969 var stilen ændret. Der var færre Bands, som indbød til dans og flere, som fik publikum til at sidde og lytte til musikken. Da både medlemstallet og overskuddet fra arrangementerne faldt, blev klubben et debatemne op til kommunalvalget 1970, hvorefter den lukkede kort efter.

## Eftermæle
Klubben er internationalt kendt for at være stedet, hvor Led Zeppelin spillede sin første koncert under navnet The New Yardbirds den 7. september 1968. Dagen er flere gange blevet markeret med hyldestkoncerter, blandt andet i 2018. I forbindelse med 40 - års jubilæet i 2008, hvor Led Zeppelin Jam med blandt andre Alex Nyborg Madsen spillede, udtalte Jerry Ritz, Led Zeppelins Tour Manager:
"Det er få musikbegivenheder i Danmark, der kan betegnes som internatonale og rockhistoriske. Men eftertiden og Led Zeppelins store popularitet har bevirket, at stedet hvor gruppen debuterede, er noget særligt. Deres mange fans verden over betegner nærmest Egegård Skole som hellig jord".